# Proteinkináza A

Princip funkce proteinkinázy A schematicky

Proteinkináza A (PKA) je serin/threonin kináza, která se aktivuje účinkem druhého posla cAMP a fosforyluje celou řadu cílových proteinů. Signál na tuto proteinkinázu obvykle přichází z receptorů spřažených s G proteiny, které navozují právě tvorbu cAMP. Cyklický adenosinmonofosfát v drtivé většině případů neúčinkuje v buňce na cílové proteiny přímo, ale obvykle právě přes proteinkinázu A. Podle toho, jaké substráty v daném buněčném typu PKA fosforyluje, se odvíjí také konkrétní účinek cAMP.
V neaktivním stavu se proteinkináza A sestává ze dvou katalytických podjednotek a dvou podjednotek regulačních. Regulační oblasti zajišťují mimo jiné vazbu na určité místo v buňce, např. na cytoskelet nebo na membránu. Když se naváže cAMP na regulační jednotku, dochází k jejímu uvolnění z komplexu a katalytické jednotky mohou fosforylovat serin či threonin cílových proteinů. Ve svalových vláknech takto například dochází k regulaci enzymatické mašinérie, která stojí za rozkladem glykogenu na glukózu. V buňkách produkujících hormon somatostatin dochází zase k fosforylaci proteinu CREB, který vstupuje do jádra a váže se na CRE sekvenci, což spouští výrobu somatostatinu. Když dojde k opětovnému složení katalytických a regulačních podjednotek dohromady, enzym přestává být schopen funkce až do doby, než bude opět aktivován cAMP.